# Three Towns
Three Towns (TT) är varumärket för ett svenskt ljust lageröl, mest känt som mellanöl. Namnet syftar på städerna Stockholm, Göteborg och Malmö.
Varumärket har sitt ursprung i en satsning på exportöl från 1949. Då var det de tre bryggerierna Stockholms Bryggerier, Pripp & Lyckholm i Göteborg och Malmö Förenade Bryggerier som tog fram ett fylligt starköl för export främst till USA. När "starkölsförbudet" hävdes i Sverige i oktober 1955 var S:t Eriks Three Towns Export ett av det fåtal svenska starköl som erbjöds hos Systembolaget och på restauranger.
Senare lanserades märket som ett av de första mellanölen i början av 1965 och blev snabbt ett av de mest sålda, reklamsloganen var Three Towns är skööönt. Efter 1977 såldes det enbart som folköl, men liksom flera andra traditionella mellanölsmärken återkom den ursprungliga styrkan på restauranger och Systembolaget i slutet av 1980-talet.
I samband med sammanslagningen av Pripps, Falcon och de svenska delarna av Carlsberg år 2001 bröts flera mindre varumärken ut och såldes till distributören Galatea Spirits, vilka bildade marknadsföringsbolaget Three Towns Independent Brewers. Bland produkterna fanns mellanölet, nu kallat TT 4,5%. Man skapade även ett starköl, Three Towns Export, och döpte om Pripps Fatöl till Three Towns Fat.
Tillverkningen av ölsorterna sker under licens hos Åbro Bryggeri.